# Ебіґейл (фільм, 2024)
«Ебіґейл» (англ. Abigail) — американський фільм жахів 2024 року, знятий Меттом Беттінеллі-Олпіном і Тайлером Джиллеттом за сценарієм Стівена Шилдса і Гая Бусіка. У фільмі розповідається про групу викрадачів, які захоплюють доньку впливової фігури злочинного світу та вимагають 50 мільйонів доларів за її звільнення, не підозрюючи, що дівчинка насправді вампірка. У фільмі знялася Аліша Вейр у ролі Ебіґейл, а також Мелісса Баррера, Ден Стівенс, Кетрін Ньютон, Вілл Кетлетт, Кевін Дюранд, Енгус Клауд і Джанкарло Еспозіто.
У квітні 2023 року оголосили, що фільм перебуває в розробці, режисерами будуть Беттінеллі-Олпін і Джиллетт, а для написання сценарію найняті Шилдс і Бусік. Основні зйомки розпочалися того ж місяця в Дубліні, Ірландія, але були призупинені на початку липня через страйк SAG-AFTRA 2023 року. Зйомки відновилися наприкінці місяця і завершилися в грудні. Браян Тайлер, який часто співпрацював з Беттінеллі-Олпіном і Джиллеттом, був найнятий для написання та диригування музики до фільму. Це був останній фільм, в якому знявся Енгус Клауд, оскільки він помер 31 липня 2023 року, незабаром після завершення зйомок своїх сцен.
Світова прем'єра картини відбулася на кінофестивалі «Overlook» у Новому Орлеані 7 квітня 2024 року, старт прокату в США з 19 квітня 2024 року. Фільм отримав загалом позитивні відгуки критиків і зібрав 42.4 мільйони доларів у світовому кінопрокаті.

## Сюжет
Фільм розповідає про групу злочинців, які викрадають дочку могутнього чоловіка і повинні за нею приглядати до отримання викупу, коли дівчинка розкриває свою істинну природу дитини-вампіра, вистежуючи та вбиваючи їх одного за одним.

## Акторський склад
- Аліша Вейр у ролі Ебіґейл: вампірки у вигляді 12-річної дівчинки[5][6]
- Мелісса Баррера в ролі Джої: досвідченої колишньої військової медикині, яка бореться зі зловживанням психоактивними речовинами[7][6]
- Ден Стівенс у ролі Френка: аморального колишнього поліцейського детектива[6][8]
- Вілл Кетлетт у ролі Ріклза: досвідченого колишнього військового снайпера[6]
- Кетрін Ньютон у ролі Семмі: досвідченого техніка і хакера, яка скоює злочини заради розваги[9][6]
- Кевін Дюранд у ролі Пітера: фізично розвинутого найманця і алкоголіка[10][6]
- Енгус Клауд у ролі Діна: талановитого водія і соціопата[6]
- Джанкарло Еспозіто в ролі Ламберта: керівника команди[11][6]
- Меттью Гуд у ролі батька / Крістофа Лазаара: відомого кримінального авторитета і батька Ебіґейл

## Сприйняття
На сайті Rotten Tomatoes фільм має 84 % «свіжості» на основі 196 рецензій критиків. На сайті Metacritic картина зібрала 62 бали зі 100 на основі 37 рецензій.